# Carga de Planck
En  física, la carga de Planck ({\displaystyle q_{P}}), es una de las magnitudes básicas del sistema de unidades de Planck. Se trata de una medida de carga eléctrica, definida sobre la base de constantes universales.
La carga de Planck se define como:
| Símbolo                       | Nombre                          | Valor          | Unidad      | Fórmula                                         |
| ----------------------------- | ------------------------------- | -------------- | ----------- | ----------------------------------------------- |
| {\displaystyle q_{P}}         | Carga de Planck                 | 1.8755459E-18  | C           |                                                 |
| {\displaystyle e}             | Carga elemental                 |                | C           |                                                 |
| {\displaystyle \epsilon _{0}} | Permitividad del vacío          |                | C2 / (N m2) |                                                 |
| {\displaystyle h}             | Constante de Planck             |                | J s         |                                                 |
| {\displaystyle \hbar }        | Constante de Planck reducida    |                | J s         | {\displaystyle \hbar \equiv {\frac {h}{2\pi }}} |
| {\displaystyle c}             | Velocidad de la luz en el vacío |                | m / s       |                                                 |
| {\displaystyle \alpha }       | Constante de estructura fina    | 7.297352568E-3 |             |                                                 |

La carga de Planck es {\displaystyle \alpha ^{-1/2}\approx 11,706} veces mayor que la carga del electrón. 
En el sistema de unidades gaussiano {\displaystyle 4\pi \epsilon _{0}=1}, por lo tanto {\displaystyle q_{P}} toma la forma:
{\displaystyle q_{P}={\sqrt {\hbar c}}}